# Caseta de Mangraner
Caseta de Mangraner és una masia situada al municipi d'Amposta, a la comarca catalana del Montsià. Es troba arran del Desaigüe del Rampaire.